# 에볼라강
에볼라강(영어: Ebola River, 프랑스어: Rivière Ebola)은 콩고 민주 공화국 북부의 강으로, 콩고강 지류인 몽갈라강의 상류에 해당한다. 1976년 에볼라 출혈열의 첫 환자가 에볼라강 인근 마을에서 발생해서 이 병에 에볼라라는 이름이 붙여졌다.